# Heavy Metal 2000
Heavy Metal 2000 (cunoscut și ca Heavy Metal: F.A.K.K.2 - The Movie) este un film de animație din 2000 în continuarea filmului idol din 1981 Heavy Metal, bazat pe revista de literatură fantastică cu același nume. Povestea filmului din 2000 se bazează pe romanul grafic The Melting Pot de Kevin Eastman, Simon Bisley și Eric Talbot. Filmul este realizat de CinéGroupe, un studio aflat în Montreal, Quebec. Filmul este continuat de jocul video Heavy Metal: F.A.K.K.²

## Rezumat
Un miner pe nume Tyler (voce Michael Ironside) găsește un cristal verde și devine obsedat de putere și nemurire. El vrea să meargă spre o planetă pe care se află fântâna nemuririi, dar se oprește mai întîi pe o planetă numită F.A.K.K.² (Federation-Assigned Ketogenic Killzone), deoarece locuitorii săi poartă în corpurile lor o mică cantitate din substanța care oferă nemurirea. Tyler răpește câteva persoane și le ucide pe celelalte, dar o ratează pe Julie (voce regina filmelor-B Julie Strain) care rămâne în viață. Ea promite să răzbune moartea familiei ei și să-l ucidă pe Tyler înainte de a ajunge pe planeta cu fântâna nemuririi. Julie este conștientă însă că sora ei Kerrie (voce Sonja Ball) este încă în viață și este una dintre ostaticii lui Tyler. Germaine, un membru al echipajului lui Tyler a fost lăsat în urmă după ce a încercat să o protejeze pe Kerrie, așa că este de acord fără tragere de inimă să a ajute pe Julie.

## Actori/Roluri
- Julie Strain este Julie
- Michael Ironside este Tyler
- Billy Idol este Odin
- Sonja Ball este Kerrie
- Pier Paquette este Germain St. Germain
- Brady Moffatt este Lambert
- Rick Jones este Zeek
- Arthur Holden este Dr. Schechter

## Coloana sonoră

### Cântece
1. "F.A.K.K. U" — 1:44
2. "Silver Future" de Monster Magnet — 4:29
3. "Missing Time" de MDFMK — 4:35
4. "Immortally Insane" de Pantera — 5:11
5. "Inside the Pervert Mound" de Zilch — 4:07
6. "Dirt Ball" de Insane Clown Posse și Twiztid — 5:33
7. "Störagéd" de System of a Down — 1:17
8. "Rough Day" de Days of the New — 3:18
9. "Psychosexy" de Sinisstar — 4:02
10. "Infinity" de Queens of the Stone Age — 4:40
11. "Alcoholocaust" de Machine Head — 3:38
12. "Green Iron Fist" de Full Devil Jacket — 3:51
13. "Hit Back" de Hate Dept. — 3:52
14. "Tirale" de Puya — 5:34
15. "Dystopia" de Apartment 26 — 2:56
16. "Buried Alive" de Billy Idol — 5:10
17. "Wishes" de Coal Chamber — 3:06
18. "The Dog's a Vapour" de Bauhaus — 6:44

## Vezi și
- 2000 în științifico-fantastic
- Dragoste, moarte & roboți